# Amar
Amar (* 15. června 1982), vlastním jménem Amar Dhanjan, je britská zpěvačka indického původu, která vydává své dílo u nezávislého vydavatelství Sunset Entertainment Group. Amar je dcerou Mangala Singha, zpěváka známého díky jeho písničce „Rail Gaddi“.

## Sólová diskografie
- Outside (2000)
- Show It Off (2010)